# 大哈科特港
大哈科特港又稱大哈科特港市（Greater Port Harcourt City），是奈及利亞河流州尚在建設的大型都會區，涵蓋哈科特港、奧伊格布、奧克里卡、奧古－博洛、奧比奧－阿克波爾、伊克韋雷、Etche和埃萊姆等地方政府區，總面積約為1,900平方（730平方英里），人口截至2009年約為200萬。
大哈科特港的建設計劃係旨在提升基礎設施以增加人民的生活水平和福祉，新都會區的主要樞紐包括哈科特港國際機場、哈科特港市和恩納港。
大哈科特港市發展局於2009年4月2日依法成立，任務是促進大哈科特港總體城市規劃的執行和發展。

## 歷史
大哈科特港最初的構想是应对哈科特港市因不斷增長的人口，而對住房、現代基礎設施、醫療和教育機構等服務所提升的需求。
在該建設計畫被正式命名為「大哈科特港」前曾被稱為「新哈科特港」（New Port Harcourt），選址方面橫跨原有的無序擴張範圍，改變土地的動態變化，涵蓋整個哈科特港（地方政府區）以及奧伊格布、奧克里卡、奧古－博洛、奧比奧－阿克波爾、伊克韋雷、Etche和埃萊姆等地方政府區的部分地區。
自1975年以來，政府一直有開發大哈科特港都會區的意向，儘管建設計畫從未開始實施，但也未曾實質放棄。2008年10月，由工程諮詢公司阿庫斯·吉布（Arcus GIBB）設計的都會區發展總體規劃完成，主要包括重建哈科特港、建立新城市群以協助原有的都市人口去密集化（de-densification）兩部分。
2009年4月2日，大哈科特港市發展局根據《大哈科特港市發展局2009年第2號法律》（The Greater Port Harcourt City Development Authority Law No. 2 of 2009）正式成立，主要職責為監督總體規劃的執行，自第一階段開始分為A、B、C、D四部分，布局自哈科特港國際機場跨越譚·大衛-維斯特教授路（Professor Tam David-West Road），延伸至伊古魯塔的部分區域。涵蓋住宅區和低、中、高密度和混合使用的場館、學校、教堂、高爾夫球場、莊園、區內道路網和雨水管道。
2011年，大哈科特港舉辦奈及利亞第17屆全國體育節（National Sports Festival）的多項賽事。
2015年6月，政府宣布大哈科特港建設計畫的第一階段預計完成時間為5年。

## 基礎設施
大哈科特港計畫興建的基礎設施包括：
- 犯罪預防和綜合安全系統
- 全天24小時的電力供應
- 網狀供水管道
- 汙水處理系統
- 大眾運輸系統
- 雨水管理和處理系統
- 住宅區
- 商業區
- 工業區
- 公園綠地
- 占地212公頃（2.12平方）的河流州立大學（英语：Rivers State University）（原河流州立科技大學）校園
- 占地50公頃（0.50平方）的休閒娛樂和運動空間
- 可容納1,000張床位的綜合醫院

## 外部連結
- 大哈科特港市發展局